# Directeur de la National Security Agency
Le directeur de la National Security Agency (DIRNSA) est le plus haut responsable de la National Security Agency, qui est une agence de défense au sein du département américain de la Défense. Le directeur de la NSA est également chef du Central Security Service (CHCSS) et commandant du US Cyber Command (USCYBERCOM). En tant que directeur de la NSA et chef du CSC, le titulaire du poste rend compte au sous-secrétaire à la Défense pour le renseignement, et en tant que commandant du US Cyber Command, le titulaire du poste relève directement du secrétaire à la Défense.
Selon 10 U.S.C. § 201 du Code des États-Unis, le directeur de la NSA est recommandé par le secrétaire à la Défense et proposé pour nomination par le président. Le candidat doit être confirmé par un vote à la majorité par le Sénat. Conformément à la directive 5100.20 du ministère de la Défense du 23 décembre 1971, le directeur de la NSA doit toujours être un officier en position d'activité. L'affectation faisant actuellement partie d'un poste à trois casquettes, le directeur de la NSA est nommé au grade de général ou d'amiral quatre étoiles pendant la durée de son mandat. L'adjoint au directeur est toujours un civil techniquement expérimenté.

## Directeurs de l'AFSA
L'Agence de sécurité des forces armées était le prédécesseur de la National Security Agency et a existé de 1949 à 1952.
| N° | Directeur     | Portrait | Composante | Mandat    | Président(s)    |
| -- | ------------- | -------- | ---------- | --------- | --------------- |
| 1  | Earl E. Stone |          | USN        | 1949-1951 | Harry S. Truman |
| 2  | Ralph Chien   |          | USA        | 1951-1952 | Harry S. Truman |

## Directeurs de la NSA
| N° | Directeur             | Portrait | Composante | Mandat                      | Président(s)                           |
| -- | --------------------- | -------- | ---------- | --------------------------- | -------------------------------------- |
| 1  | Ralph Canine          |          | USA        | 1952–1956                   | Harry S. Truman Dwight D. Eisenhower   |
| 2  | John Samford          |          | USAF       | 1956–1960                   | Dwight D. Eisenhower                   |
| 3  | Laurence Frost        |          | USN        | 1960–1962                   | Dwight D. Eisenhower John F. Kennedy   |
| 4  | Gordon Blake          |          | USAF       | 1962–1965                   | John F. Kennedy Lyndon B. Johnson      |
| 5  | Marshall Carter       |          | USA        | 1965–1969                   | Lyndon B. Johnson Richard Nixon        |
| 6  | Noel Gayler           |          | USN        | 1969–1972                   | Richard Nixon                          |
| 7  | Samuel C. Phillips    |          | USAF       | 1972–1973                   | Richard Nixon                          |
| 8  | Lew Allen             |          | USAF       | 1973–1977                   | Richard Nixon Gerald Ford Jimmy Carter |
| 9  | Bobby Ray Inman       |          | USN        | 1977–1981                   | Jimmy Carter Ronald Reagan             |
| 10 | Lincoln Faurer        |          | USAF       | 1981–1985                   | Ronald Reagan                          |
| 11 | William Odom          |          | USA        | 1985–1988                   | Ronald Reagan                          |
| 12 | William Studeman      |          | USN        | 1988–1992                   | Ronald Reagan George H. W. Bush        |
| 13 | John M. McConnell     |          | USN        | 1992-1996                   | George H. W. Bush Bill Clinton         |
| 14 | Kenneth A. Minihan    |          | USAF       | 1996-1999                   | Bill Clinton                           |
| 15 | Michael Hayden        |          | USAF       | 1999-2005                   | Bill Clinton George W. Bush            |
| 16 | Keith B. Alexander    |          | USA        | 1er août 2005-28 mars 2014  | George W. Bush Barack Obama            |
| 17 | Michael S. Rogers     |          | USN        | 2 avril 2014-4 mai 2018     | Barack Obama Donald Trump              |
| 18 | Paul M. Nakasone      |          | USA        | 4 mai 2018-2 février 2024   | Donald Trump Joe Biden                 |
| 19 | Timothy D. Haugh (en) |          | USAF       | 2 février 2024-3 avril 2025 | Joe Biden Donald Trump                 |